# スズキ・GSX-R600
GSX-R600（ジーエスエックスアールろっぴゃく）は、スズキが製造しているスーパースポーツタイプのオートバイである。

## 概要
GSX-Rシリーズとして1992年から発売されている。
GSX-R600は当初、1992年に登場したGSX-R750を海外輸出向けに排気量を小さくした派生モデルであったが、その後欧州での600ccクラスのレース活性化や、GSX-R750の国内正規販売が終了したことなどにより、次第にメイン車種としての開発が行われ、2006年型からはGSX-R600のエンジンをボア・ストロークアップすることによってGSX-R750が構成されるなど逆転し、その後600・750共にほぼ隔年でモデルチェンジを繰り返し、現在も日本国外向けに生産されている。
なおGSX-R600は、レース専用の「レースベース車」が台数限定でスズキ二輪から発売されている。

## モデル一覧

### 1992 - 1993年
最初のモデルはGSX-R750をベースに排気量を小さくした派生モデル。1993年モデルまでで一旦製造終了。

### 1997 - 2000年
1996年型GSX-R750をベースとして新たに開発された車両。
SRAD(Suzuki Ram Air Direct)の導入により600ccながら最高出力は106psに達している。フロントフォークは正立式を採用。

#### 1997年仕様（V）
以下のカラーバリエーションで発売された。
- ██パールスズキディープブルー×パールスティールホワイト
- ██キャンディムーンシャドウブルー×パールノベルティブラック
- ██マーブルイタリアンレッド×ブラック

#### 1998年仕様（W）
以下のカラーバリエーションに改められた。
- ██パールスズキディープブルー×パールスティールホワイト
- ██キャンディコーランオレンジ×ソリッドブラック
- ██メタリックライトコーラル×メタリックフラッシュシルバー

#### 1999年仕様（X）
以下のカラーバリエーションに改められた。
- ██パールスズキディープブルー×パールスティールホワイト
- █キャンディサターンブラック
- █パールリバリーイエロー

#### 2000年仕様（Y）
以下のカラーバリエーションに改められた。
- ██パールスズキディープブルー×パールスティールホワイト
- ██パールリバリーイエロー×メタリックサターンブラック
- ██パールキャニオンイエロー×キャンディムーンシャドウブルー
- ██パールヘリオスレッド×メタリックアーバングレイ

### 2001 - 2003年
2001年にモデルチェンジ。フューエルインジェクションを採用し最高出力は118psまで向上した。

#### 2001年仕様（K1）
以下のカラーバリエーションで発売された。

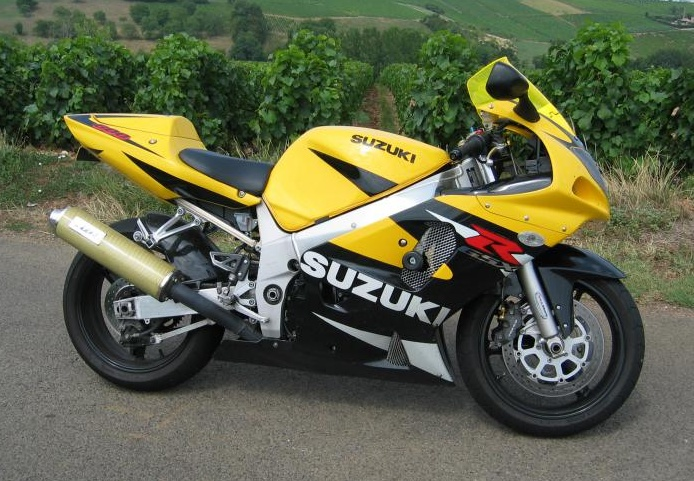
GSX-R600 2001

- ██パールスズキディープブルー×パールスティールホワイト
- ██パールリバリーイエロー×メタリックサターンブラック
- ██キャンディグランドブルー×パールノベルティブラック

#### 2002年仕様（K2）
以下のカラーバリエーションに改められた。
- ██パールスズキディープブルー×パールスティールホワイト
- ██キャンディグランドブルー
- ██キャンディグランドブルー×メタリックソニックシルバー
- ██パールリバリーイエロー×メタリックサターンブラック

#### 2003年仕様（K3）
以下のカラーバリエーションに改められた。
- ██パールスズキディープブルー×パールスティールホワイトNo.2
- ██メタリックソニックシルバー×ソリッドブラック
- ██パールオーピメントイエロー×ソリッドブラック

### 2004 - 2005年
2004年にデザイン及びメカニズムを一新。チタン製バルブ・倒立フォーク・ラジアルマウントブレーキキャリパー・ラジアルマスターシリンダー・ラムエア吸気・高性能32ビットECU採用等。これらの変更により最高出力は120psまで向上した。また、専用設計となった軽量コンパクトなフレームにより乾燥重量161kgとなった。

#### 2004年仕様（K4）
以下のカラーバリエーションで発売された。

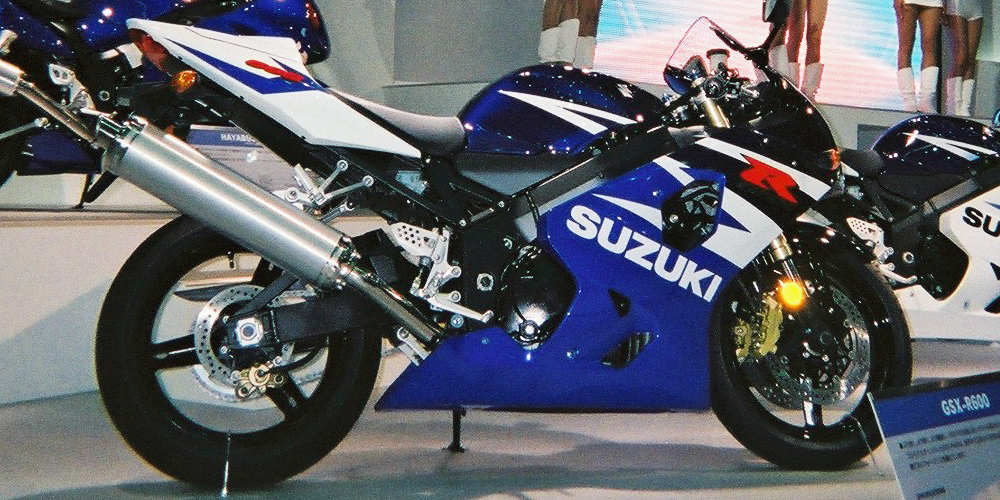
GSX-R600 2004

- ██パールスズキディープブルーNo.2×グラススプラッシュホワイト
- █パールフラッシュイエロー
- █ソリッドブラック

#### 2005年仕様（K5）
以下のカラーバリエーションに改められた。
- ██パールスズキディープブルーNo.2×グラススプラッシュホワイト
- █パールフラッシュイエロー
- ██パールクリスタルレッド×ソリッドブラック
- ██メタリックソニックシルバー×ソリッドブラック

### 2006 - 2007年
2006年にフルモデルチェンジを行ない、エンジン車体とも一新となった。新型エンジンのボア×ストロークはこれまで通りであるが、シリンダーピッチが短縮されよりコンパクトになった。また、新たにバックトルクリミッターが導入された。最高出力は121ps。
この2006年型からGSX-R600が開発のベース車輛となり、GSX-R750は排気量をアップし、バランサーシャフトを設けたバリエーションモデルという位置づけになった。

### 2008 - 2010年

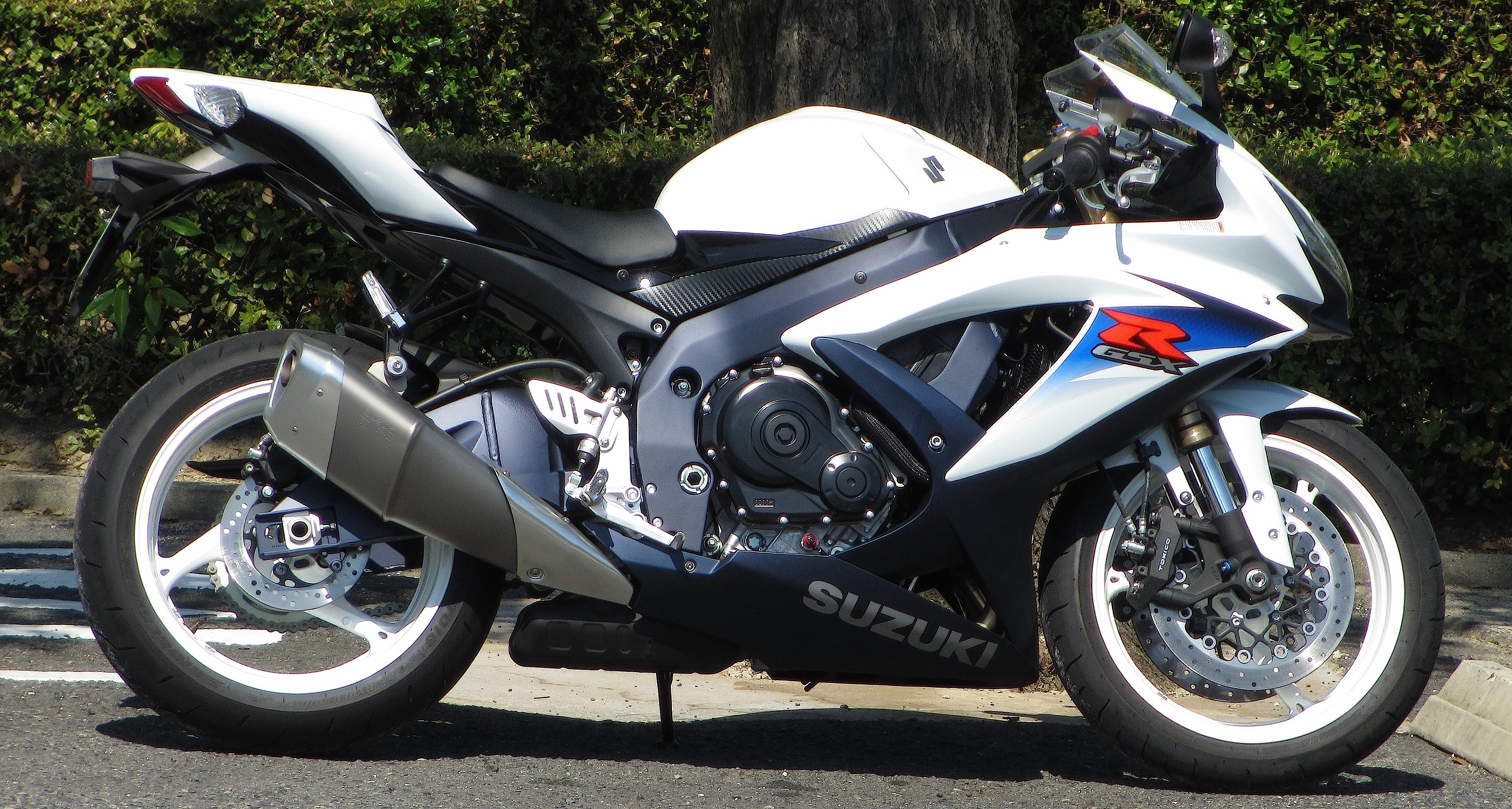
GSX-R600L0

2008年にモデルチェンジ。騒音対策にマフラーが大型化された。
GSX-R1000で開発された新機能、S-DMS(SUZUKI Drive Mode Selector)が採用され、ユーザーの好み・道路状況に対して最適な出力特性を3段階に選ぶことができるようになった。

### 2011 - 2013年
2011年にモデルチェンジ。ショーワ社製倒立テレスコピック式ビッグピストンフロントフォーク(BPF)、ラジアルマウントのブレンボ社製軽量モノブロック対向4ピストンキャリパーを新たに採用。フレームやスイングアームからピストンまで多岐にわたる軽量化により合計9kgの軽量化を実現。最高出力は125ps。

## 主要諸元
| モデル         | 1997年                           | 2004年                           | 2006年                           | 2008年～2010年                   | 2011年～2018年                   |
| -------------- | -------------------------------- | -------------------------------- | -------------------------------- | -------------------------------- | -------------------------------- |
| エンジン       | 水冷・4ストローク・DOHC・4バルブ | 水冷・4ストローク・DOHC・4バルブ | 水冷・4ストローク・DOHC・4バルブ | 水冷・4ストローク・DOHC・4バルブ | 水冷・4ストローク・DOHC・4バルブ |
| 気筒配列数     | 並列4気筒                        | 並列4気筒                        | 並列4気筒                        | 並列4気筒                        | 並列4気筒                        |
| 総排気量       | 599cm3                           | 599.4cm3                         | 599.4cm3                         | 599.4cm3                         | 599.4cm3                         |
| 最高出力       | 78kW(106ps)/11,800rpm            | 88.3kW(120ps)/13,000rpm          | 89kW(121ps)/12,000rpm            | 89kW(121ps)/12,400rpm            | 92.5kW(125ps)/13,500rpm          |
| 最大トルク     | 66.7Nm(6.8kgfm)/10,000rpm        | 69.6Nm(7.1kgfm)/10,800rpm        | 67.7Nm(6.9kgfm)/11,500rpm        | 67.7Nm(6.9kgfm)/11,200rpm        | 69.5Nm(7.09kgfm)/13,500rpm       |
| 全長           | 2,065mm                          | 2,055mm                          | 2,040mm                          | 2,040mm                          | 2,030mm                          |
| 全幅           | 720mm                            | 710mm                            | 715mm                            | 715mm                            | 710mm                            |
| 全高           | 1,165mm                          | 1,150mm                          | 1,125mm                          | 1,125mm                          | 1,135mm                          |
| シート高       | 830mm                            | 825mm                            | 810mm                            | 810mm                            | 810mm                            |
| 重量           | 174kg(乾燥重量)                  | 161kg(乾燥重量)                  | 161kg(乾燥重量)                  | 165kg(乾燥重量)                  | 187kg(装備重量)                  |
| 燃料タンク容量 | 18.0L                            | 17.0L                            | 16.5L                            | 17.0L                            | 17.0L                            |
| タイヤサイズ   | 前:120/70-ZR17 後:180/55-ZR17    | 前:120/70-ZR17 後:180/55-ZR17    | 前:120/70-ZR17 後:180/55-ZR17    | 前:120/70-ZR17 後:180/55-ZR17    | 前:120/70-ZR17 後:180/55-ZR17    |
| 始動方式       | セル式                           | セル式                           | セル式                           | セル式                           | セル式                           |
| 出典           | [ 6 ]                            | [ 6 ]                            | [ 6 ]                            | [ 7 ]                            | [ 8 ]                            |